# Benton (Pennsilvània)
Benton és una població dels Estats Units a l'estat de Pennsilvània. Segons el cens del 2000 tenia 955 habitants.

## Demografia
Segons el cens del 2000, Benton tenia 955 habitants, 394 habitatges, i 265 famílies. La densitat de població era de 576,1 habitants per quilòmetre quadrat.
Dels 394 habitatges en un 33,2% hi vivien nens de menys de 18 anys, en un 48,5% hi vivien parelles casades, en un 12,9% dones solteres, i en un 32,7% no eren unitats familiars. En el 28,4% dels habitatges hi vivien persones soles el 10,4% de les quals corresponia a persones de 65 anys o més que vivien soles. El nombre mitjà de persones vivint en cada habitatge era de 2,42 i el nombre mitjà de persones que vivien en cada família era de 2,95.
Per edats la població es repartia de la següent manera: un 25,9% tenia menys de 18 anys, un 10,3% entre 18 i 24, un 26,3% entre 25 i 44, un 22,3% de 45 a 60 i un 15,3% 65 anys o més.
L'edat mediana era de 36 anys. Per cada 100 dones de 18 o més anys hi havia 84,9 homes.
La renda mediana per habitatge era de 27.986 $ i la renda mediana per família de 32.125 $. Els homes tenien una renda mediana de 28.015 $ mentre que les dones 20.625 $. La renda per capita de la població era de 12.831 $. Entorn del 15,2% de les famílies i el 19,2% de la població estaven per davall del llindar de pobresa.

## Poblacions més properes
El següent diagrama mostra les poblacions més properes.